# 道場三室線

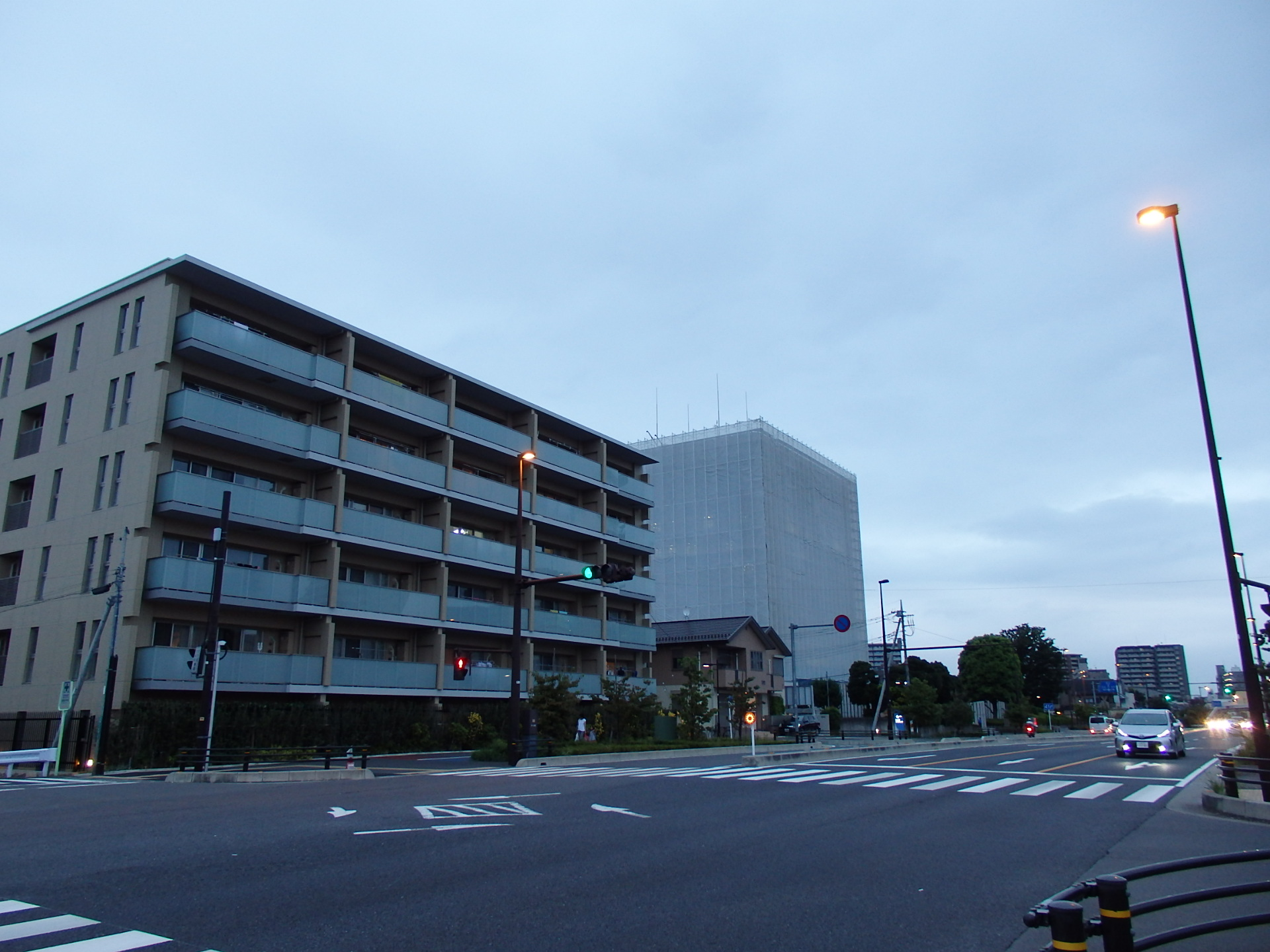
道場三室線（常盤七丁目）

道場三室線（どうじょうみむろせん）は、埼玉県さいたま市桜区道場四丁目から同市緑区芝原一丁目へ至る、さいたま市の都市計画道路である。さいたま市の東西を結ぶ4車線道路として建設中であり、一部が既に供用されている。完成すると羽根倉橋から大谷場高木線を経由して浦和インターチェンジまで直線で結ばれる。

## 概要
1963年（昭和38年）8月12日に都市計画決定した路線。越谷浦和バイパスと国道463号本線の北浦和駅入口交差点以西（埼大通り以西）は片側1車線の国道17号（中山道）を介してクランク状に接続されていたが、2020年時点では道場三室線は常盤七丁目交差点（浦和区）以東は越谷浦和バイパスとして開通済みであり、常盤七丁目交差点以西は埼玉県道57号さいたま鴻巣線のバイパスとして与野中央通りと交差する中央区大戸以東が開通しているため、越谷浦和バイパスと国道463号本線の鈴谷交差点（中央区）以西は国道17号（中山道）を通らずに接続することが可能となった。
浦和駅周辺の渋滞を解消する4車線の環状道路計画の一部となっている（他に産業道路・田島大牧線・新大宮バイパス）。
さいたま市は南北に発展していった経緯から、東西を貫く大通りはこれまでなかった。さいたま市を東西に貫く4車線道路が開通することにより渋滞解消が期待されている。
- 起点：さいたま市桜区道場四丁目[1]
- 終点：さいたま市緑区芝原一丁目[1]
- 延長：7,980 m[1]
- 道路幅員：30 m - 37.5 m
- 車線数：4車線[1]

## 効果
与野中央通りと交差する中央区大戸以東が開通したことにより、以下の効果があった。
- 道場三室線および与野中央通りの開通前と開通後で北浦和駅入口交差点の交通量を12時間調べたところ、約2300台減少（44,616台→42,282台）。
- 7時から9時までの国道17号（中山道）下り線（大宮方面）の北浦和駅入口交差点付近の渋滞が340 m短縮（410 m→70 m）。
- 7時から9時までの国道463号（埼大通り）下り線（志木方面）の北浦和駅入口交差点付近の渋滞が30 m短縮（80 m→50 m）。
- 道場三室線と与野中央通りを利用した場合の常盤七丁目交差点から鈴谷交差点までの所要時間が国道463号（中山道・埼大通り）を利用した場合（道場三室線・与野中央通り整備前）と比べて38秒短縮。
- 与野中央通りと道場三室線を利用した場合の鈴谷交差点から常盤七丁目交差点までの所要時間が国道463号（埼大通り・中山道）を利用した場合（与野中央通り・道場三室線整備前）と比べて4分4秒短縮。
- 国道17号および国道463号（中山道）のさいたま市役所前交差点・北浦和駅入口交差点間の所要時間が上りは1分4秒、下りは11秒短縮。

## 全線開通後の期待される効果
埼大通りも国道17号（中山道）と同じくしばしば渋滞が発生する道路である（原因は信号機が多い、沿道に商業施設が多い、片側1車線に加えて自転車専用レーンの整備により道幅が狭く自転車の通行や路上駐車が多いなど）。
現在国道463号本線である浦和所沢バイパス・埼大通りの下大久保交差点から、埼玉県道57号さいたま鴻巣線現道（大谷場高木線として4車線に拡幅予定）を介する形で当路線を接続する計画である。
現在は前述の交差点で車線が減少しているものの、浦和所沢バイパスからの4車線をこれらの道路においても維持し、最終的に越谷浦和バイパスまでの全線で4車線化されることから、所要時間の短縮、埼大通りの渋滞緩和が見込まれる。したがって、最終的な整備形態としては下大久保から越谷方面へは現在の埼大通りではなく大谷場高木線・道場三室線方面が実質的な本線となる計画である。さいたま市によれば、これらの一連の4車線道路が整備完了した際に、国道463号の新ルートとして指定されるかについては別途国交省との協議次第としている。

## 整備状況
- さいたま市緑区芝原一丁目（終点） - 国道17号との交点（常盤七丁目交差点）：1993年（平成5年）度 越谷浦和バイパスとして開通済み
- 常盤七丁目交差点 - 与野中央通り（さいたま市中央区大戸）との交点：2011年（平成23年）2月9日正午に開通[5]。
- 与野中央通り - 国道17号（新大宮バイパス）との交点（桜区町谷一丁目）：2019年より西堀日向トンネルの建設に着手。2024年（令和6年）3月13日に暫定2車線[6]で開通[7]。2024年4月23日4車線化
- 新大宮バイパス - 大谷場高木線との交点：道場三室線（栄和工区）として2021年（令和3年）10月12日に事業認可[8]。

## 地理

### 通過市町村
- 埼玉県
  - さいたま市（桜区 - 中央区 - 浦和区 - 緑区）

### 交差する主な道路
| 交差する道路                                                     | 交差する道路                                   | 交差点名                | 所在地 |
| ---------------------------------------------------------------- | ---------------------------------------------- | ----------------------- | ------ |
| 埼玉県道57号さいたま鴻巣線                                       | 埼玉県道57号さいたま鴻巣線                     |                         | 桜区   |
| 国道17号（新大宮バイパス）・首都高速埼玉大宮線                   | 国道17号（新大宮バイパス）・首都高速埼玉大宮線 |                         | 桜区   |
| 埼玉県道165号大谷本郷さいたま線                                  | 埼玉県道165号大谷本郷さいたま線                | ※西堀日向トンネルで通過 | 桜区   |
|                                                                  | （与野中央通り）                               |                         | 中央区 |
| 国道17号・国道463号（中山道）                                    | 国道17号・国道463号（中山道）                  | 常盤七丁目              | 浦和区 |
| 埼玉県道65号さいたま幸手線（旧中山道）                           | 埼玉県道65号さいたま幸手線（旧中山道）         | ※側道                   | 浦和区 |
| 国道463号（越谷街道）                                            |                                                | 本太坂下                | 浦和区 |
| 埼玉県道35号川口上尾線（産業道路）                               | 埼玉県道35号川口上尾線（産業道路）             | 駒場運動公園            | 緑区   |
| 埼玉県道1号さいたま川口線支線                                    |                                                |                         | 緑区   |
| 埼玉県道1号さいたま川口線（第二産業道路）                        | 埼玉県道1号さいたま川口線（第二産業道路）      | 中尾陸橋下※側道         | 緑区   |
| 国道463号（越谷浦和バイパス） 新見沼大橋有料道路・岩槻・越谷方面 |                                                |                         |        |

### 交差する鉄道と河川
- 鴻沼川（大鈴橋）
- 東北新幹線（上野駅 - 大宮駅間）、埼京線（中浦和駅 - 南与野駅間）
- 武蔵野線大宮支線（別所信号場 - 与野駅間）
- 京浜東北線（浦和駅 - 北浦和駅間）、宇都宮線・高崎線（浦和駅 - さいたま新都心駅間）

### 沿道の施設等
| 施設                       | 所在地     | 所在地 |
| -------------------------- | ---------- | ------ |
| さいたま市立東浦和中学校   | さいたま市 | 緑区   |
| さいたま市営浦和球場       | さいたま市 | 浦和区 |
| 埼玉りそな銀行本店         | さいたま市 | 浦和区 |
| 埼玉大学教育学部附属幼稚園 | さいたま市 | 浦和区 |
| さいたま市立与野南中学校   | さいたま市 | 中央区 |
| 大戸公園                   | さいたま市 | 中央区 |
| 安楽亭 西堀店              | さいたま市 | 桜区   |

未開通
- さいたま市立栄和小学校
- 埼玉大学

## ギャラリー

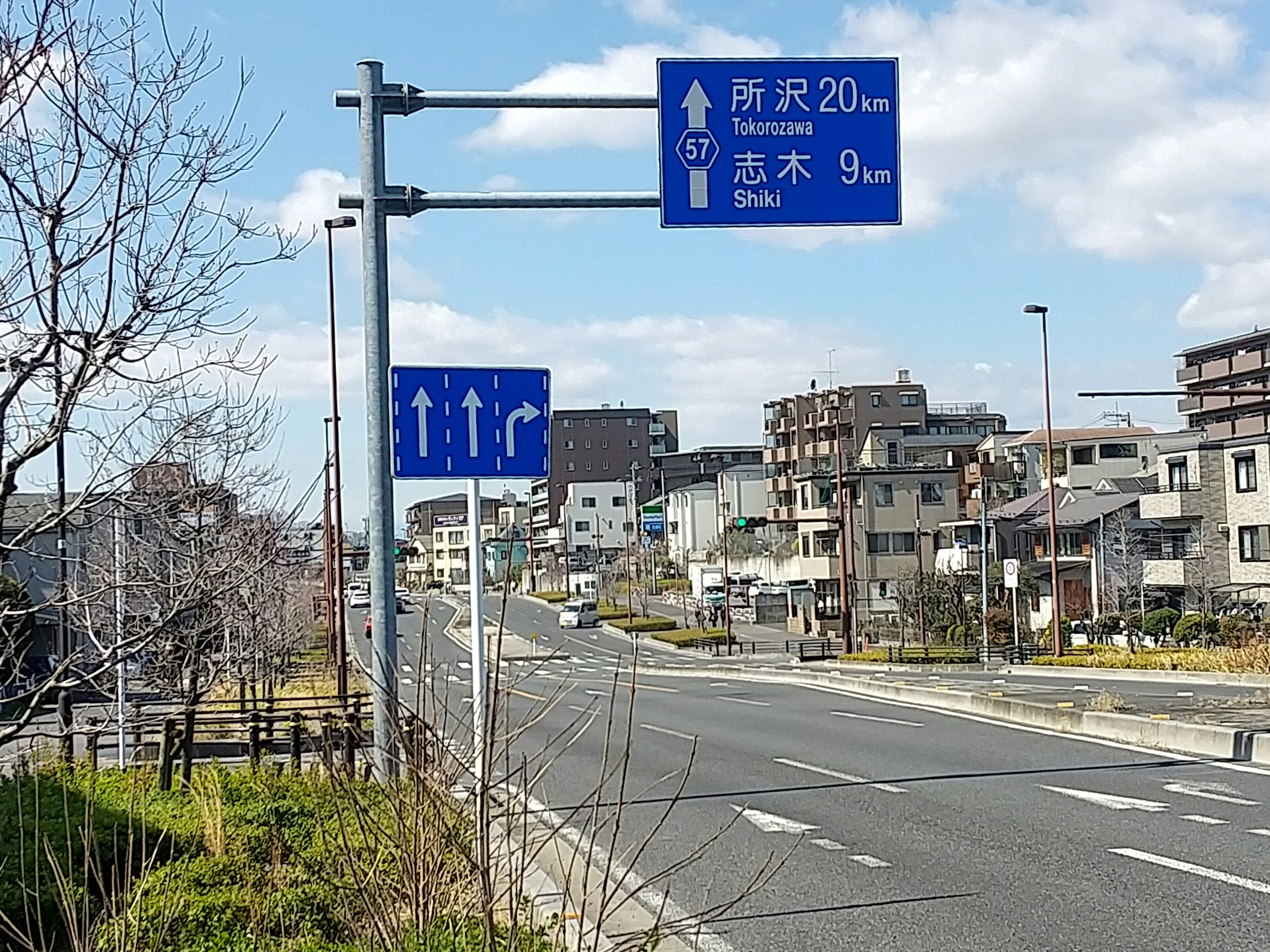
さいたま市浦和区常盤付近
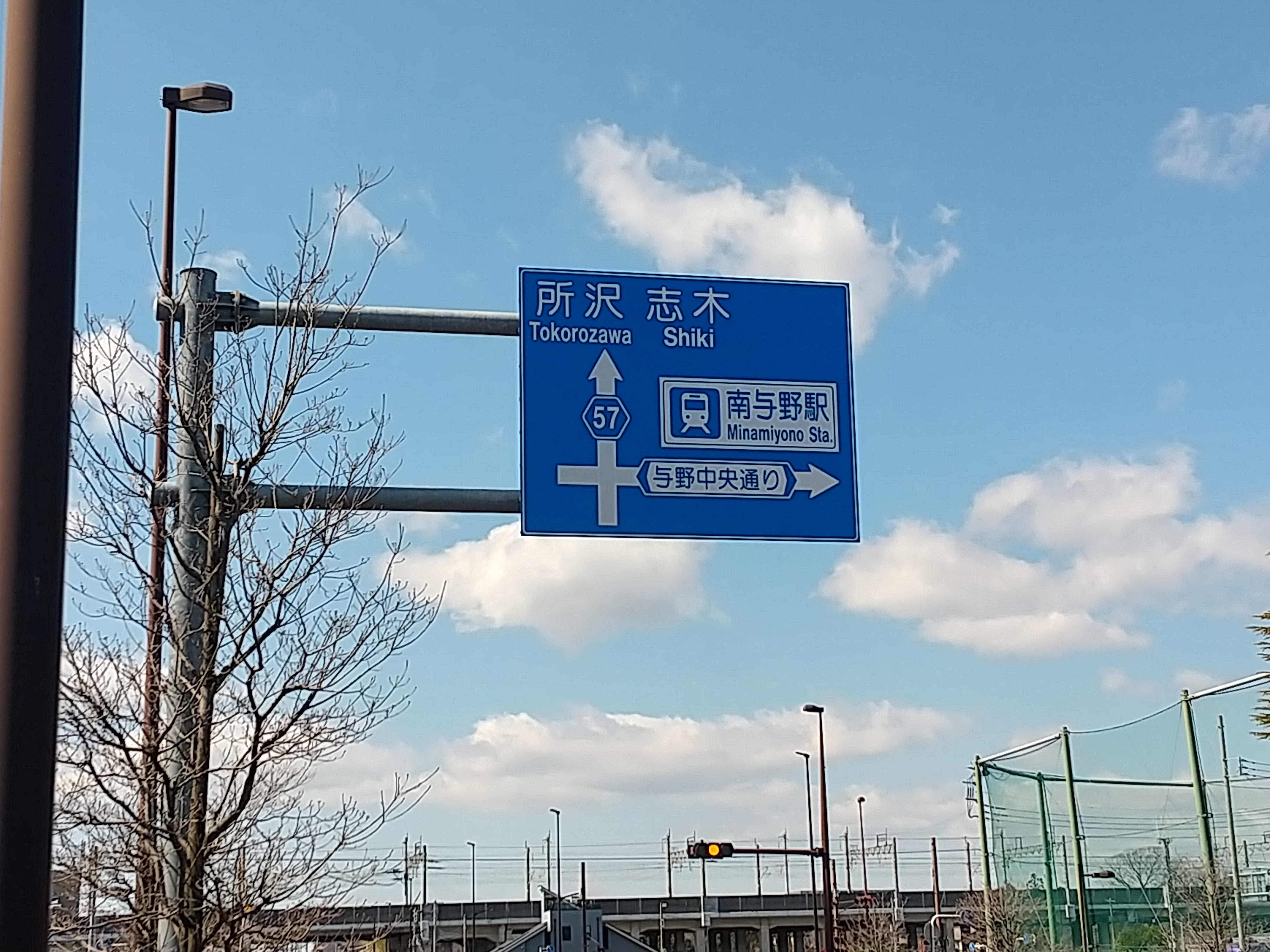
さいたま市中央区大戸付近
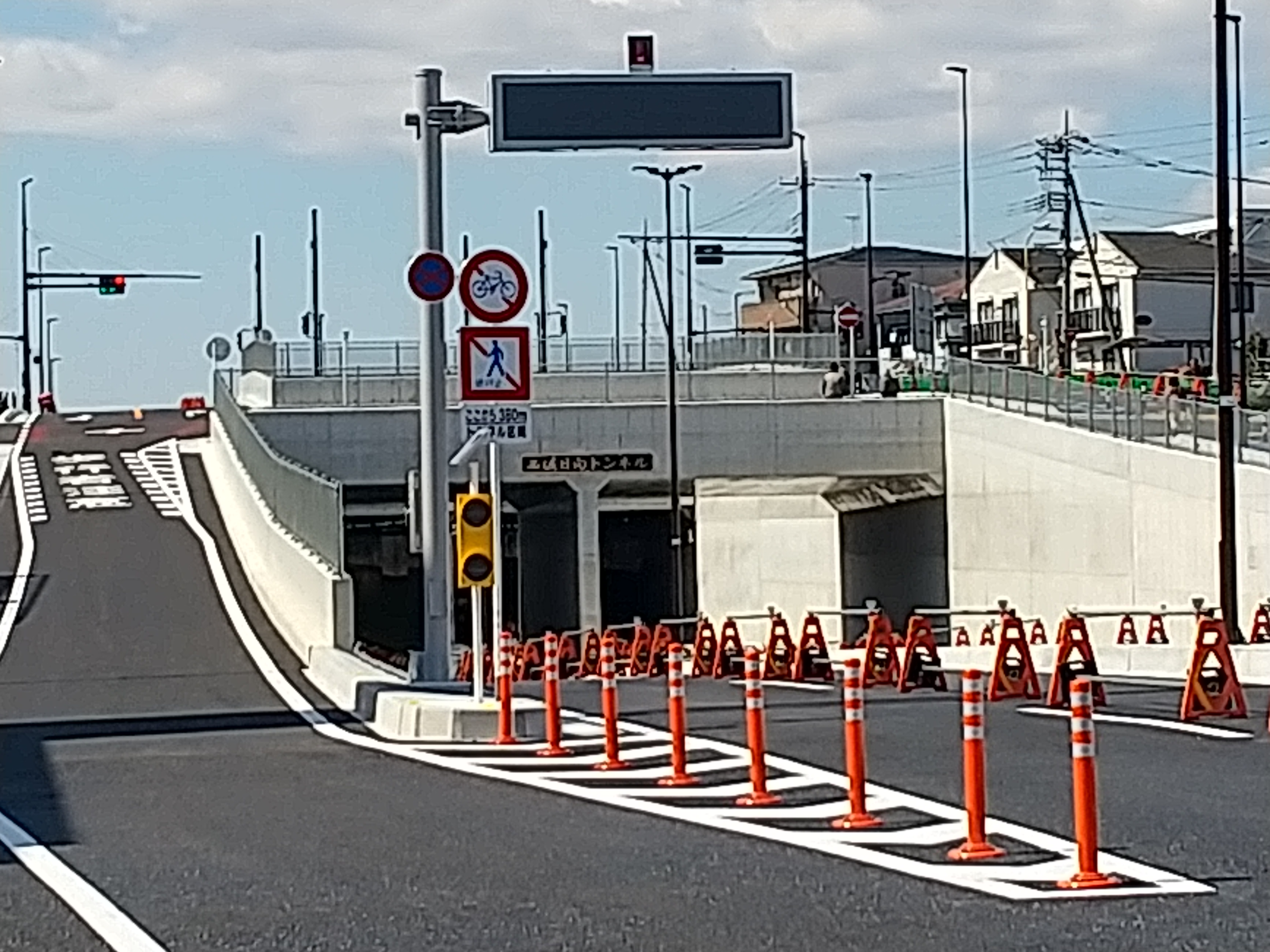
西堀日向トンネル

## 開通後の接続する道路の位置関係
（越谷方面）越谷浦和バイパス - 道場三室線 - 埼玉県道57号さいたま鴻巣線（大谷場高木線）  - 浦和所沢バイパス（所沢方面）
※2024年5月現在は未開通区間があることから、越谷方面と所沢方面とを当路線区間を最大限利用して行き来するには一旦新大宮バイパスを経由する必要がある。